# 原腸

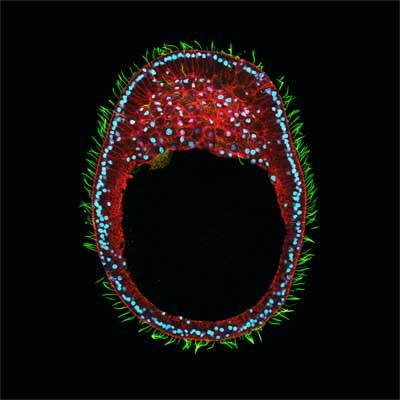
一張胚胎的顯微鏡照片，圖中顯示原腸形成的部分。

原腸（archenteron、digestive tube）是在囊胚時期經由原腸形成所完成。最後會形成動物的消化道。

## 原腸形成
有些細胞向囊胚腔內摺形成的過程稱為內凹。這些細胞重新排列直到寬又淺的凹陷變成細而深的凹陷，經由內胚層細胞的引導，細長狀的管狀構造形成原腸，原腸是經由匯聚延伸所完成的。而原腸末端的開口則是胚孔。
絲狀偽足--經由間質細胞所構成的細長狀的纖維，可以使原腸順利地被拉過囊胚腔，到達另一端。內胚層的原腸細胞會與外胚層的原腸細胞融合。至此原腸形成已經完成，具有消化管的功能。
兩棲類動物與魚類所遺留下來的痕跡則成為胚孔痕，另外鳥類與哺乳類所遺留的痕跡成為原痕或原線。所有均由背胚孔與原結(又稱恆生結)所控制。